# 复旦大学附属眼耳鼻喉科医院
复旦大学附属眼耳鼻喉科医院，是位于上海市汾阳路83号的一家三级甲等医院，此外在宝庆路19号和江月路2600号设有两处分院。上海市五官科医院为其第二冠名。

## 历史
医院前身是1952年由上海第一医学院（今复旦大学上海医学院）附属中国红十字会第一医院（今复旦大学附属华山医院）和附属中山医院眼科和耳鼻喉科合并组建的上海第一医学院眼耳鼻喉科学院，建院时病床40张。1955年改为眼耳鼻喉科医院，2000年随上海医科大学并入复旦大学改为今名。2006年，获得上海市五官科医院为其第二冠名。
该院现设有眼、耳鼻喉、放疗、麻醉、急救、口腔、激光、整形八个临床科室和放射、病理、药剂、检验、营养等五个医技科室。该院的眼科、耳鼻喉科是国家教育部重点学科，其中“眼科”为全国四大著名眼科之一。建有上海市听觉医学临床中心、上海市眼科临床质量控制中心，是国家临床药物研究机构，也是上海市红十字会眼库常设机构，医院设有卫生部听觉医学重点实验室和近视眼重点实验室，头颈外科为上海市重点学科。
2021年8月18日，上海宣布新增一例新冠本土病例，该确诊病例曾到复旦大学附属眼耳鼻喉科医院就诊。随后汾阳路、宝庆路、浦江路三个院区暂停门诊。8月20日，汾阳院区、宝庆院区院区恢复正常运行，浦江院区依然处于闭环管理中。